# Voster ATS Team
Voster ATS Team is een Poolse wielerploeg die in 2016 werd opgericht en sinds 2017 actief is in het wielercircuit van de UCI. De ploeg is actief op continentaal niveau. De hoofdsponsoren van de ploeg zijn Voster, een bedrijf dat deuren en kozijnen produceert, en ATS, een bedrijf dat handeldrijft in velgen.
De ploeg is veelal succesvol in wedstrijden als de Ronde van Bulgarije, Belgrado-Banjaluka en de Koers van de Olympische Solidariteit.

## Renners
| Naam              | Geboortedatum | Nationaliteit       | Ploeg 2024                         |
| ----------------- | ------------- | ------------------- | ---------------------------------- |
| Maciej Banaszak   | 11-10-2005    | Polen               | Mostostal Puławy                   |
| Tomasz Budziński  | 24-04-1998    | Polen               | Mazowsze Serce Polski              |
| Karel Camrda      | 08-06-2001    | Tsjechië            | ATT Investments                    |
| Zak Coleman       | 15-01-1999    | Verenigd Koninkrijk | XSpeed United Continental          |
| Radosław Frątczak | 18-09-2002    | Polen               | Klub Kolarski Tarnovia             |
| Eric Inkster      | 02-06-2001    | Canada              | XSpeed United Continental          |
| Mateusz Kostański | 03-05-1999    | Polen               |                                    |
| Piotr Maslak      | 15-12-2003    | Polen               | Klub Kolarski Tarnovia             |
| Krzysztof Parma   | 08-03-1987    | Polen               |                                    |
| Tobiasz Pawlak    | 24-11-1995    | Polen               | Mazowsze Serce Polski              |
| Patryk Stosz      | 15-07-1994    | Polen               | Team Felt Felbermayr               |
| Konrad Waliniak   | 08-12-2004    | Polen               | GKS Cartusia Kartuzy               |
| Michał Żelazowski | 06-08-2004    | Polen               | Hopplà-Petroli Firenze-Don Camillo |

## Overwinningen
2017
4e etappe Koers van de Olympische Solidariteit: Mateusz Komar
Eindklassement Koers van de Olympische Solidariteit: Mateusz Komar
2018
Memoriał Henryka Łasaka: Mateusz Grabis
2019
Eindklassement Belgrado-Banjaluka: Paweł Franczak
Visegrad 4 Bicycle Race: Paweł Franczak
1e etappe Bałtyk-Karkonosze-Tour: Paweł Franczak
3e etappe Bałtyk-Karkonosze-Tour: Paweł Franczak
3e etappe Ronde van Małopolska: Adam Stachowiak
Eindklassement Ronde van Małopolska: Adam Stachowiak
Memorial Grundmanna I Wizowskiego: Sylwester Janiszewski
2020
2e etappe Ronde van Bulgarije: Patryk Stosz
Eindklassement: Patryk Stosz
4e etappe Belgrado-Banjaluka: Sylwester Janiszewski
4e etappe Koers van de Olympische Solidariteit: Sylwester Janiszewski
Proloog Ronde van Małopolska: Piotr Brożyna
2021
2e etappe Belgrado-Banjaluka: Patryk Stosz
2e etappe Ronde van Małopolska: Patryk Stosz
1e etappe Koers van de Olympische Solidariteit: Patryk Stosz
1e etappe CCC Tour-Grody Piastowskie: Patryk Stosz
2e etappe CCC Tour-Grody Piastowskie: Maciej Paterski
Eindklassement CCC Tour-Grody Piastowskie: Maciej Paterski
1e etappe Turul Romaniei: Patryk Stosz
5e etappe Turul Romaniei: Patryk Stosz
4e etappe Circuit des Ardennes: Patryk Stosz
2022
GP Adria Mobil: Maciej Paterski
GP Gorenjska: Patryk Stosz
2e etappe Ronde van Małopolska: Patryk Stosz
4e etappe Koers van de Olympische Solidariteit: Patryk Stosz
1e etappe Grote Prijs van Gemenc: Damian Paparski
2e etappe Ronde van Szeklerland: Szymon Rekita
3e etappe Ronde van Szeklerland: Maciej Paterski
Eindklassement Ronde van Szeklerland: Szymon Rekita
3e etappe (deel A) Ronde van Bulgarije: Patryk Stosz
3e etappe (deel B) Ronde van Bulgarije: Szymon Rekita
5e etappe Ronde van Bulgarije: Szymon Rekita
1e etappe In the footsteps of the Romans: Maciej Paterski
Eindklassement In the footsteps of the Romans: Maciej Paterski
2023
Poreč Trophy: Patryk Stosz
1e etappe Belgrado-Banjaluka: Bartosz Rudyk
Visegrad 4 Bicycle Race-GP Slovakia: Maciej Paterski
4e etappe Ronde van Mazovië: Bartosz Rudyk
Puchar MON: Bartosz Rudyk
2e etappe Ronde van Bulgarije: Mateusz Grabis
3e etappe Ronde van Bulgarije: Patryk Stosz
2024
4e etappe Belgrado-Banjaluka: Radosław Frątczak
1e etappe (deel B) Koers van de Olympische Solidariteit: Radosław Frątczak
2025
1e etappe Belgrado-Banja Luka: Tobiasz Pawlak
2e etappe Ronde van Małopolska: Patryk Stosz
1e etappe (deel B) Koers van de Olympische Solidariteit: Radosław Frątczak
4e etappe Koers van de Olympische Solidariteit: Radosław Frątczak
4e etappe Ronde van Mazovië: Radosław Frątczak

### Nationale kampioenschappen
2021
 Pools kampioen op de weg, elite: Maciej Paterski
2022
 Pools kampioen op de weg, beloften: Damian Papierski
2025
 Pools kampioen op de weg, beloften: Konrad Waliniak